# Leo Esaki
Reona Esaki (江崎 玲於奈, Esaki Reona), conhecido em uma forma ocidentalizada como Leona ou Leo Esaki (Osaka, 12 de março de 1925), é um físico japonês. É um IBM Fellow.
Recebeu o Nobel de Física em 1973, por descobertas experimentais referentes ao fenômeno de tunelamento em semicondutores e supercondutores.